# (5885) Apeldoorn
(5885) Apeldoorn (3137 T-2) – planetoida z pasa głównego asteroid okrążająca Słońce w ciągu 5,5 lat w średniej odległości 3,12 j.a. Odkryta 30 września 1973 roku.